# Hermann Minkowski
Hermann Minkowski (ur. 22 czerwca 1864 w Aleksocie, zm. 12 stycznia 1909 w Getyndze) – niemiecki matematyk i fizyk pochodzenia żydowskiego, profesor uniwersytetów w Bonn, Królewcu, Zurychu i Getyndze. Był nauczycielem Alberta Einsteina. Wprowadził idee geometryczne do fizyki matematycznej, teorii względności i teorii liczb.

## Życiorys
Urodził się w Aleksocie w guberni suwalskiej Królestwa Polskiego (obecnie dzielnica Kowna, na Litwie) w rodzinie przedsiębiorcy Lewina Minkowskiego i Racheli z domu Taubmann. W 1872 r. kampania antysemicka w Imperium Rosyjskim zmusiła rodzinę Minkowskich do emigracji do Królewca. Starszym bratem Hermanna był lekarz Oskar Minkowski, odkrywca roli trzustki w powstawaniu cukrzycy. Studiował na Uniwersytecie Albrechta w Królewcu. Gościnnie uczestniczył w zajęciach na Uniwersytecie Fryderyka Wilhelma w Berlinie. W 1885 uzyskał doktorat swej alma mater za pracę niem. Untersuchungen über quadratische Formen, Bestimmung der Anzahl verschiedener Formen, welche ein gegebenes Genus enthält. W tym czasie zaprzyjaźnił się z Davidem Hilbertem i Adolfem Hurwitzem. Jeszcze jako student w 1881 otrzymał nagrodę Francuskiej Akademii Nauk za pracę z teorii form kwadratowych. Od 1887 wykładał na uniwersytecie w Bonn. Pracę w Bonn uzyskał prezentując pracę niem. Räumliche Anschauung und Minima positiv definiter quadratischer Formen. W 1892 został adiunktem, po czym przeniósł się na powrót do Królewca, skąd po 2 latach wyjechał uczyć w Zurychu, gdzie był nauczycielem Einsteina. W 1897 poślubił w Strasburgu Auguste Adler, z którą miał dwie córki: urodzoną rok później Lily oraz Ruth urodzoną w 1902.
Uczestniczył w przygotowaniach pierwszego Międzynarodowego Kongresu Matematyków (ICM) w Zurychu w 1897, w czasie którego przewodniczył obradom sekcji 1. Arytmetyka i algebra. Trzy lata później w Paryżu był jednym z sekretarzy ICM. W 1904 w czasie Kongresu w Heidelbergu wygłosił wykład pt. niem. Zur Geometrie der Zahlen.
Badania w dziedzinie arytmetycznych form kwadratowych {\displaystyle n} zmiennych nasunęły mu myśl badania własności pewnych zbiorów (mianowicie zbiorów wypukłych) w przestrzeniach {\displaystyle n}-wymiarowych. W roku 1896 zebrał swe wyniki w postaci geometrycznej teorii liczb.
W roku 1902 został członkiem Wydziału Matematyki na Uniwersytecie w Getyndze, gdzie został polecony przez Hilberta, z którym blisko współpracował.
Zmarł nagle w 1909 wskutek pęknięcia wyrostka robaczkowego.

## Osiągnięcia
Jedną z zasług Minkowskiego jest wykład szczególnej teorii względności w oparciu o tak zwaną przestrzeń Minkowskiego. Około roku 1907 Minkowski doszedł do wniosku, że idee Einsteina oparte na wcześniejszych pracach Lorentza i Poincarégo dadzą się łatwiej przedstawić, jeśli czas i przestrzeń potraktować jako wymiary pewnej przestrzeni czterowymiarowej, a nie osobne i niezwiązane ze sobą wielkości. Można przyjąć, że to właśnie Minkowskiemu zawdzięczamy interpretację czasu jako czwartego wymiaru i istnienie terminu czasoprzestrzeni.
Ważnym wkładem Minkowskiego do fizyki matematycznej jest postulat niezmienności praw fizyki względem grupy przekształceń Lorentza, który wykorzystał przy wyprowadzeniu równań pola elektromagnetycznego.

## Upamiętnienie
Na cześć Minkowskiego jedną z planetoid nazwano „Minkowski”. W rodzinnym Kownie na Aleksocie istnieje ulica braci Minkowskich. Ulica jego imienia istnieje także w Getyndze. 
Niemieckie Towarzystwo Matematyczne (DMV) od 2020 roku przyznaje co dwa lata medal Minkowskiego. Nagroda przyznawana jest naprzemiennie z medalem Cantora.